# Sonderkommando Kattowitz
Sonderkommando Kattowitz – niewielki niemiecki nazistowski podobóz Auschwitz-Birkenau, zlokalizowany w Katowicach.
Obóz istniał od stycznia 1944 do stycznia 1945. Liczba więźniów wynosiła około 10 osób. Praca więźniów polegała na budowie schronu przeciwlotniczego oraz baraku dla gestapo w Katowicach, oraz prawdopodobnie zajmowali się również składowaniem bomb (Bombenbeseitigung). 